# Península de Malaca
La península de Malaca, península malaya o península de Malasia (también conocida como península de Kra) (en malayo: Semenanjung Tanah Melayu), es un largo y estrecho apéndice del continente asiático, que constituye el punto más austral de Asia continental. Su punto más estrecho es el istmo de Kra.
La costa suroeste está separada de la isla de Sumatra por el estrecho de Malaca. Al este, en el mar de la China Meridional, se localiza la isla de Borneo. La costa sur está separada de la isla de Singapur por el estrecho de Johor. Singapur, al ser una isla, no es parte de la península malaya. Políticamente está dividida en territorios pertenecientes a cuatro países diferentes: Birmania, Tailandia, Malasia y Singapur:
- El noroeste es la parte más al sur de Birmania.
- La región central y el noreste es la parte del sur de Tailandia.
- El sur es una parte de Malasia llamada Malasia Peninsular o Malasia Oeste (a veces confundida con la península en sí).

A veces los malayos de Malasia usan políticamente el término malayo "Tanah Melayu" para llamar a la unidad a los pueblos de la península bajo una sola nación malaya. Aunque esta unidad se consiguió con la creación de Malasia por parte de los británicos en 1946-1948 (al crear la Unión Malaya que reunió nueve Estados malayos tradicionales y las colonias de Malaca y la isla de Penang. La creación de la Unión Malaya conservó el poder simbólico de los sultanes. Aún queda una mayoría de población malaya en la parte sur de Tailandia, un área que formaba parte del reino malayo de Patani (reino de Patani). Existe además una minoría malaya en la isla de Singapur, de población mayoritariamente china, la cual adquirieron los británicos (Thomas Stamford Raffles) del sultanato de Johor en 1819.

## Etimología
El término malayo Tanah Melayu deriva de la palabra Tanah (tierra) y Melayu (malayos), por lo que significa "la tierra malaya". El término se encuentra en varios textos malayos, de los cuales el más antiguo data de principios del siglo XVII. Se menciona con frecuencia en el Hikayat Hang Tuah, un conocido cuento clásico asociado a los héroes legendarios del Sultanato de Malaca. Tanah Melayu en el texto se emplea sistemáticamente para referirse a la zona bajo dominio malayo.
A principios del siglo XVI, Tomé Pires, un boticario portugués que permaneció en Malaca de 1512 a 1515, utiliza un término casi idéntico, Terra de Tana Malaio, con el que se refería a la parte sureste de Sumatra, donde el depuesto sultán de Malaca, Mahmud Shah de Malaca, estableció su gobierno en el exilio. El relato del historiador portugués del siglo XVII, Manuel Godinho de Erédia, señalaba la región de Malaios rodeada por el mar de Andamán en el norte, todo el estrecho de Malaca en el centro, una parte del estrecho de Sunda en el sur, y la parte occidental del mar de la China Meridional en el este.
Antes de la fundación de Malaca, existen referencias antiguas y medievales a una península malaya en diversas fuentes extranjeras. Según varios estudiosos indios, la palabra Malayadvipa ("continente montañoso-insular"), mencionada en el antiguo texto indio, Vayu Purana, posiblemente se refiera a la península malaya. Otra fuente india, una inscripción en la pared sur del Templo Brihadisvara, registró la palabra Malaiur, refiriéndose a un reino en la Península Malaya que tenía "una fuerte montaña como muralla". La Geographia de Ptolomeo nombró a una región geográfica del Kersoneso Dorado como Maleu-kolon, un término que se cree que deriva del sánscrito malayakolam o malaikurram. Mientras que la crónica china de la dinastía Yuan mencionaba la palabra Ma-li-yu-er, refiriéndose a una nación de la península malaya que se veía amenazada por la expansión hacia el sur del Reino de Sukhothai bajo el rey Ram Khamhaeng. En la misma época, Marco Polo hizo una referencia a Malauir en su cuaderno de viaje, como un reino situado en la península malaya, posiblemente similar al mencionado en la crónica Yuan. La península malaya se confundía con Persia en el antiguo Japón, y se conocía con el mismo nombre.
A principios del siglo XX, el término Tanah Melayu fue utilizado generalmente por los malayos de la península durante el auge del Nacionalismo malayo para describir la unión de todos los Estados de Malasia peninsular bajo una nación malaya, y esta ambición se realizó en gran medida con la formación de la Persekutuan Tanah Melayu (término en Lengua malaya para "Federación de Malaya") en 1948.

## Historia
La península malaya estuvo habitada desde tiempos prehistóricos. Se han hallado restos arqueológicos en varias grutas, algunas utilizadas como habitáculos, otras además como lugares de enterramiento. Los restos más antiguos se encontraron en la cueva de Lang Rongrien y datan de hace 38.000 a 27.000 años, así como en la gruta de Moh Khiew.
Crónicas chinas del primer milenio mencionan varias ciudades o ciudades-estados costeras, si bien no dan su localización geográfica exacta, de modo que la identificación de estas ciudades con las ciudades históricas posteriores es difícil. De estos estados, los más importantes eran Langkasuka, considerado generalmente un precursor del reino Pattani; Tambralinga, probable precursor del reino de Nakhon Si Thammarat, o P'an-p'an, probablemente situado en la Bahía de Bandon. Las ciudades estaban muy influenciadas por la cultura hindú y adoptaron la religión brahmánica o budista. Cuando Srivijaya extendió su esfera de influencia, estas ciudades se hicieron estados tributarios de Srivijaya.
Después de que Srivijaya perdiera su influencia, Nakhon Si Thammarat pasó a ser el reino dominante de la zona. Durante el reinado de Ramkhamhaeng el Grande de Sukhothai, la influencia tailandesa alcanzó en primer lugar a Nakhon Si Thammarat. Según la inscripción de Ramkhamhaeng, Nakhon era incluso un estado tributario de Sukhothai. Durante la mayor parte de su historia posterior Nakhon fue tributario de Ayutthaya.
El sur profundo pertenecía a los sultanatos malayos de Pattani y Kedah, mientras que la zona norteña de la península se encontraba bajo control directo de Bangkok.

### Período colonial
El sitio en donde se sitúa la ciudad de Malaca fue el centro de la historia del estado del mismo nombre. Fue la capital del sultanato de Malacay, el centro del mundo malayo entre los siglos XV y XVI tras la salida de los malayos de Sumatra y antes de la llegada de los portugueses en 1511. Los siglos de colonización portuguesa, holandesa y británica así como el desarrollo de la cultura china ha influenciado la arquitectura de la ciudad.
Tras la Segunda Guerra Mundial, el sentimiento anticolonial se propagó entre los nacionalistas malayos, llevados a las negociaciones con los británicos y el eventual anuncio de independencia de Tunku Abdul Rahman, el primer ministro de Malasia, en el Padang Pahlawan (campo del guerrero) en Bandar Hilir, en Melaka el 20 de febrero de 1956.
Desde la fundación de Singapur en 1819, el puerto de Malacca entró en declive ante el auge del puerto de Singapur y posteriormente del de Kuala Lumpur.
- Calle con tiendas en Malaca
- A Famosa (Porta de Santiago) Malaca, Malasia
- Relieve en Poh San Teng, al sur de Bukit Cina (la colina de China) en Malaca
- Mezquita de Kampung Kling, el casco antiguo de Malaca

### Federación Malaya
Dentro de la Federación, mientras los estados malayos eran protectorados del Reino Unido, Penang y Malaca permanecieron como territorios coloniales británicos. Como la Unión Malaya, antes de eso, la Federación no incluía a Singapur, que antes de esa época había sido generalmente considerado como parte de Malasia.

## Geografía
Tailandia del Sur
Tailandia del sur está situada en la Península de Malaca con un área de unos 70.713 km², limitando al norte con el Istmo de Kra en la parte más estrecha de la península. La zona occidental posee una costa más elevada, mientras que en la costa oriental dominan las llanuras fluviales. El río más grande del sur es el Tapi, que junto con el Phum Duang riega más de 8.000 km², más del 10 % de la superficie total de Tailandia del sur. Otros ríos menores incluyen el Pattani, el Saiburi, el Krabi y el Trang. El lago más grande del sur es el Songkhla (1.040 km² en total); el mayor lago artificial es el Chiao Lan (presa de Ratchaprapha) con 165 km² en el interior del parque nacional de Khao Sok.
Malasia peninsular
Singapur
Singapur se sitúa entre Malasia, con la que limita al norte, e Indonesia al sur. Está formado por 64 islas incluyendo la isla principal conocida como la isla de Singapur o Pulau Ujong. Esta isla está unida a la península malaya por dos puentes. El primero lleva a la ciudad fronteriza de Johor Bahru en Malasia. El segundo, más al oeste, conecta también con Johor Bahru en los barrios de la región de Tuas.

### Estrecho de Malaca
El estrecho se extiende en dirección SE-NO y tiene aproximadamente 930 km de longitud, con una anchura entre 38 km y 393 km. En su parte media se encuentra su mínima profundidad la que condiciona el calado de los buques que lo atraviesan (proximidades de Port Kelang, One Fathom Bank). En la parte sureste, el estrecho comunica con el estrecho de Singapur y está cerrado por varias islas del grupo del archipiélago de Riau que permiten la navegación por varios canales de paso.
Ha adquirido un importante papel estratégico, siendo la principal vía de abastecimiento de petróleo de dos de los principales consumidores mundiales, Japón y China. En promedio, 150 barcos pasan a diario a través del estrecho, que es una ruta de navegación importantísima, ya que vincula todo el mar de la China Meridional con el océano Índico y con Europa vía canal de Suez.
Los puertos más importantes son Malaca (Malasia) y Singapur, en el extremo meridional de este estrecho, uno de los más grandes del mundo en cuanto a volumen de carga anual, aunque Singapur está a orillas de otro estrecho independiente, el estrecho de Singapur.
Propuesta para aliviar la travesía del estrecho

## Ecología
La península malaya está cubierta de bosques tropicales húmedos. En los bosques de las tierras bajas predominan los árboles dipterocarpáceos, mientras que en los bosques montanos crecen árboles de hoja perenne de la familia de las hayas (Fagaceae), la familia del mirto (Myrtaceae), la familia del laurel (Lauraceae), las coníferas tropicales y otras familias de plantas.
Los bosques de la península albergan miles de especies de animales y plantas. Varios grandes mamíferos en peligro de extinción habitan en la península: el elefante asiático (Elephas maximus), gaur (Bos gaurus), tigre (Panthera tigris), oso del sol (Helarctos malayanus), tapir malayo (Tapirus indicus), leopardo nublado (Neofelis nebulosa), y siamang (Symphalangus syndactylus). El rinoceronte de Sumatra (Dicerorhinus sumatrensis) habitó en su día los bosques, pero los últimos rinocerontes de Malasia murieron en 2019, y los pocos miembros que quedan de la especie sólo sobreviven en Sumatra.
La península alberga varias ecorregiones distintas. Los bosques húmedos semipermanentes de Tenasserim-Tailandia del Sur cubren el norte de la península, incluyendo las colinas de Tenasserim y el istmo de Kra, y se extienden hasta la costa a ambos lados del istmo.
El límite florístico Kangar-Pattani atraviesa la península en el sur de Tailandia y en el extremo norte de Malasia, marcando el límite entre las grandes regiones biogeográficas de Indochina al norte y Sundaland y Malesia al sur. Los bosques al norte de la frontera se caracterizan por tener árboles de hoja caduca estacional, mientras que los bosques de Sundaland tienen más precipitaciones durante todo el año y los árboles son en su mayoría de hoja perenne. Malasia peninsular alberga tres ecorregiones terrestres. La ecorregión de Bosques húmedos montanos de Malasia peninsular cubre las montañas por encima de los 1000 metros de altitud. Las tierras bajas y las colinas se encuentran en la ecorregión de Bosques húmedos de Malasia peninsular. Los bosques pantanosos de turba de Malasia peninsular incluyen bosques anegados característicos en las tierras bajas de ambos lados de la península.
Extensos manglares bordean ambas costas. Los manglares de la costa de Myanmar están en la orilla occidental de la península, y los manglares de Indochina en la oriental.